# Melon playground
e un gioco fatto da non so chi però e figo ci giocano molte persone e basta.